# Hidden Treasures
Pour les articles homonymes, voir Hidden et Treasures.
Albums de Megadeth
Youthanasia
(1994) Cryptic Writings
(1997)
Hidden Treasures est une compilation de titres que Megadeth a composé pour des musiques de film ou d'autres compilations. Ces huit titres (trois reprises et cinq inédits) regroupés évitent aux fans d'avoir à acheter huit disques.

## Composition du groupe
- Dave Mustaine: Chants & Guitare (rythmique & solo)
- David Ellefson: Basse
- Marty Friedman: Guitare (rythmique & solo)
- Nick Menza: Batterie

## Titres

### version originale
| No | Titre                                                | Crédit(s)                           | Durée |
| -- | ---------------------------------------------------- | ----------------------------------- | ----- |
| 1. | No More Mr Nice Guy (Shocker)                        | Alice Cooper, Michael Bruce         | 3:02  |
| 2. | Breakpoint (Super Mario Bros.)                       | Mustaine, Ellefson, Menza           | 3:29  |
| 3. | Go to Hell (Les Aventures de Bill et Ted)            | Mustaine, Ellefson, Menza, Friedman | 4:36  |
| 4. | Angry Again (Last Action Hero)                       | Mustaine                            | 3:47  |
| 5. | 99 Ways to Die (The Beavis and Butt-head Experience) | Mustaine                            | 3:58  |
| 6. | Paranoid (Nativity in Black)                         | Osbourne, Iommi, Butler, Ward       | 2:32  |
| 7. | Diadems (Demon Knight)                               | Mustaine                            | 3:56  |
| 8. | Problems                                             | Rotten, Jones, Matlock, Cook        | 3:57  |

### édition limitée
1. "A Tout Le Monde"  – 4:29
2. "Symphony of Destruction (Demo)"  – 5:29
3. "Architecture Of Aggression (Demo)"  – 2:49
4. "New World Order" (Demo) – 3:47
5. "No More Mr Nice Guy" (Shocker soundtrack) – 3:02
6. "Breakpoint"  – 3:29
7. "Go to Hell"  – 4:36
8. "Angry Again"  – 3:48
9. "99 Ways to Die"  – 3:58
10. "Paranoid"  – 2:32
11. "Diadems"  – 3:55
12. "Problems" (A Tout Le Monde promo) – 3:57

### version rééditée
1. "No More Mr Nice Guy"  – 3:02
2. "Breakpoint"  – 3:29
3. "Go to Hell"  – 4:36
4. "Angry Again"  – 3:48
5. "99 Ways to Die"  – 3:58
6. "Paranoid"  – 2:32
7. "Diadems"  – 3:55
8. "Problems" (A Tout Le Monde promo) – 3:57
9. "A Tout Le Monde" – 4:29
10. "Symphony Of Destruction (Demo)" – 5:29
11. "Architecture Of Aggression (Demo)" – 2:49
12. "New World Order" (Demo) – 3:47

## Charts
| Année | Chart             | Position |
| ----- | ----------------- | -------- |
| 1995  | The Billboard 200 | 90       |